# The Quartet
The Quartet – polski zespół jazzowy, powstały jesienią 1977 roku. Zakończył działalność w 1980 roku, by na krótko reaktywować się w 2006 roku.

## Historia
Zespół powstał na bazie byłych muzyków kwartetu Zbigniewa Namysłowskiego oraz grupy Tomasz Stańko-Edward Vesala i grał w składzie: Sławomir Kulpowicz (fortepian), Tomasz Szukalski (saksofon sopranowy i tenorowy), Paweł Jarzębski (kontrabas), Janusz Stefański (perkusja). W repertuarze grupy, inspirowanym muzyką McCoy Tynera, Sonny'ego Rollinsa, Johna Coltrane’a oraz tradycjami modern jazzu lat sześćdziesiątych dominowały kompozycje Kulpowicza i Szukalskiego. W roku 1977 zespół zadebiutował nagraniami zarejestrowanymi dla Polskiego Radia. W styczniu 1978 roku odbył swą pierwszą trasę koncertową po kraju. Pod nazwą „The Quartet” po raz pierwszy wystąpił na Międzynarodowym Festiwalu Muzyki Jazzowej „Jazz Jamboree'78” w Warszawie. Występował również za granicą, m.in. na Voss Jazz Festival w Norwegii, we Włoszech, w NRD, na Węgrzech i w USA. W opinii krajowych i zagranicznych krytyków The Quartet uchodził za jedną z najważniejszych formacji jazzowych w Europie końca lat siedemdziesiątych. Część słuchaczy porównywała go do europejskiego kwartetu Keitha Jarretta w którym obok lidera grali: Jan Garbarek, Palle Danielsson i Jon Christensen. Zespół bez lidera oczarował także publiczność amerykańską. W rozmaitych publikacjach na temat muzyki jazzowej, często przytaczane są opowieści o szansie na światową karierę, zwłaszcza wątek dotyczący koncertu w nowojorskim Village Vanguard (w 1979), po którym właściciel klubu miał rzekomo zaproponować muzykom podpisanie kontraktu, co wiązało się z przeprowadzką do Stanów Zjednoczonych.

Słuchając opowieści o tej grupie i tych małych skrawków dostępnej muzyki, można zaryzykować stwierdzenie, że takie zespoły jak The Quartet nie mogą istnieć długo i powracać do aktywności ot tak, na pstryknięcie palcem. To był band świetnych muzyków, w którym na dodatek wszystko zaiskrzyło tak jak powinno i w tym samym czasie. Ale jego rozwój był dynamiczny. Zdarzenia rozgrywały się w oszałamiającym tempie. Podobno zespół z koncertu na koncert brzmiał lepiej, mocniej, grał śmielej, z coraz większym rozmachem. Z takim impetem nie da się działać zbyt długo. Aby grać niemal jak bogowie trzeba na stosie muzyki złożyć wielką ofiarę, zaryzykować na tyle dużo, że cena do zapłacenia w efekcie końcowym jest ogromna. Bez szwanku wychodzi z tego starcia tylko muzyka, muzycy już nie. A w The Quartet spotkały się przecież bardzo silne indywidualności, które przecież dzieliły tę wspólną przestrzeń twórczą, wcale niekoniecznie na zasadach pokojowego współistnienia. To była wybuchowa mieszanka. Szelmowsko odważny i arogancki Tomasz Szukalski stawał na jednej scenie z architektem całości, muzykiem-erudytą ogarniającym więcej – Kulpowiczem. Frontman kontra master mind, a ich konflikt podsycany był brawurową grą i pewnością siebie sekcji rytmicznej. W takiej naelektryzowanej atmosferze nie sposób działać bez końca.

The Quartet przestał istnieć w 1980 roku. W 2006 wznowił działalność (po ponad dwudziestu latach od ostatniego koncertu) i pojechał w trasę koncertową. Dał wówczas kilkanaście recitali w krajowych klubach jazzowych oraz wystąpił na XII Festiwalu „Jazz na Starówce” (22.07.2006, godz. 19:00).

## Dyskografia

### Albumy
- 1979: The Quartet (LP, PolJazz) – album został wznowiony na płycie kompaktowej[6]
- 1980: Loaded (LP, Leo Records) – album został wznowiony na płycie kompaktowej[6]

### Kompilacje
- 2013: Sławomir Kulpowicz Complete Edition I: The Quartet (2 x CD, Polskie Radio) – nagrania radiowe i koncertowe zespołu z lat 1977-79[7]